# Hermann Marchand
Hermann Gustav Bernhard Marchand (* 7. Juli 1864 in Prenzlau; † 24. April 1945 in Berlin) war ein deutscher Jurist und Stadtentwickler.

## Wirken

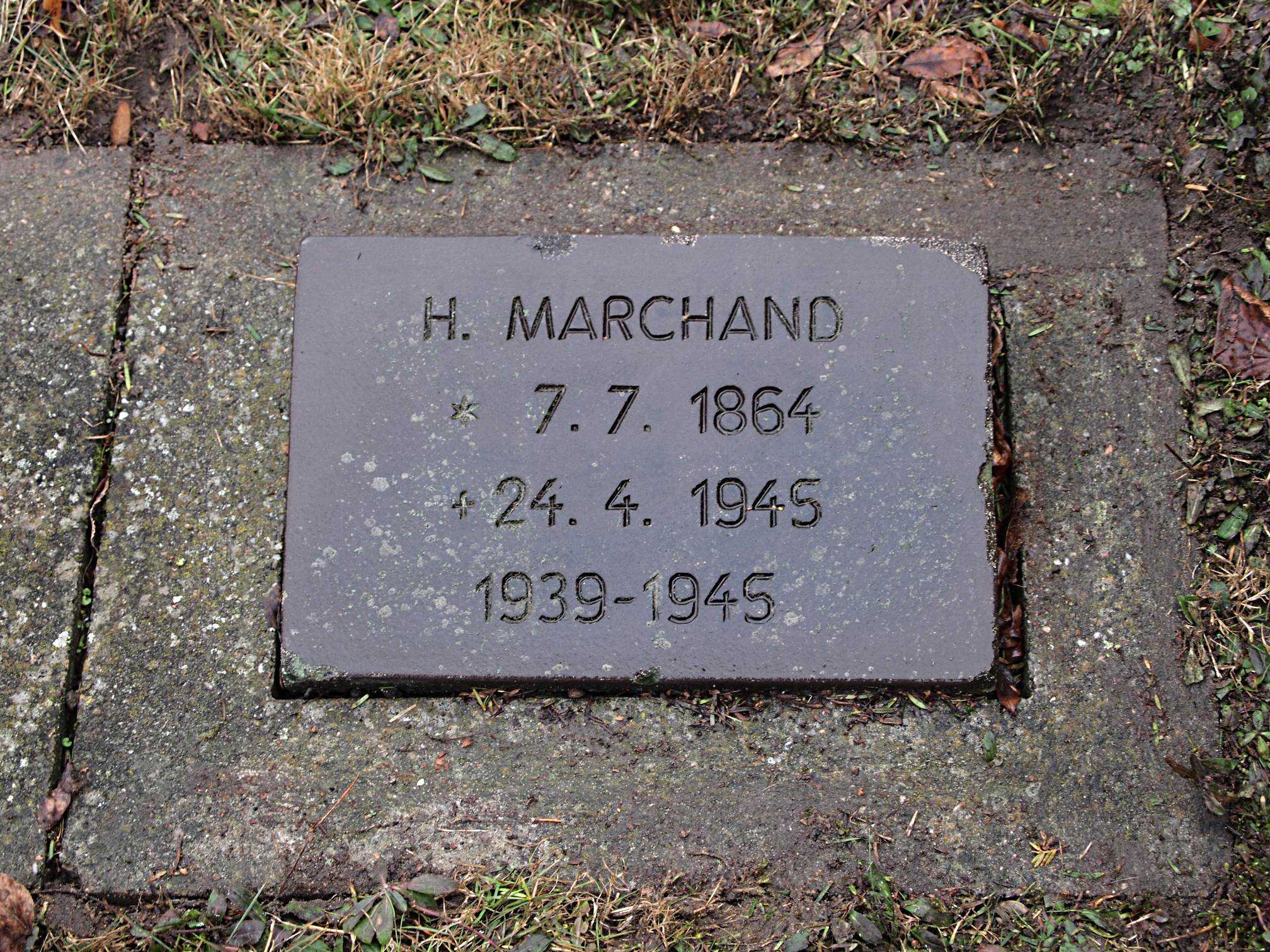
Grabplatte von Hermann Marchand auf dem Kreuzkirchhof in Lankwitz. Koordinaten des Grabes:

Der Jurist Hermann Marchand war als Rechnungsrat im Reichsjustizamt in Berlin tätig.
Im Jahr 1901 kaufte der Kaufmann und private Grundstücksunternehmer Georg Knaak ein größeres landwirtschaftlich genutztes Gebiet im Süden der Gemarkung Lankwitz. Dieses Gebiet wurde daraufhin parzelliert und weiterverkauft und liegt heute zwischen der Trippsteinstraße im Westen und der Malteserstraße (damals Marienfelder Straße) in Osten. Es gab jedoch keinen gültigen Bebauungsplan, so dass das Gebiet nur schlecht erschlossen war und nur wenige, vorwiegend kleinere Gebäude errichtet wurden.
Etwa 250 neue Eigentümer gründeten im Jahr 1903 den Grundbesitzer-Verein Lankwitz-Süd, um ihre Interessen gegenüber der Gemeinde Lankwitz zu vertreten. Einer der Mitgründer war Hermann Marchand, der von Beginn an bis 1912 als erster Vorsitzender fungierte. Um die Vereinsziele zu erreichen, verhandelte er erfolgreich mit der Gemeinde – so wurden schließlich die geplante Bebauung und die Straßenverläufe offiziell anerkannt. Dadurch konnten größere finanzielle Schäden für die neuen Eigentümer abgewendet werden. Im Gegenzug verpflichtete sich der Verein, die Erschließung des Baugebiets eigenständig durchzuführen und zu finanzieren.
Auch nach der Anerkennung durch die Gemeinde dauerte es daher noch Jahrzehnte, bis alle Straßen befestigt und beleuchtet waren sowie Trinkwasserleitungen und die Abwasserkanalisation verlegt worden waren. Im Berliner Volksmund war für dieses Gebiet deswegen die Bezeichnung „Kleinkleckersdorf“ gebräuchlich. Hermann Marchand wohnte selbst in diesem Viertel in der Brotteroder Straße 19. Er wurde dort am 24. April 1945 von seinem Sohn Hermann (* 19. Februar 1892 in Forst) durch Kopfschuss getötet, der daraufhin in den Freitod ging. Beide sind nebeneinander auf dem Kreuzkirchhof an der Malteserstraße in Lankwitz-Süd im Grabfeld für die Opfer von Krieg und Gewaltherrschaft bei den Grablagen F-004-023 und F-004-024 bestattet.

## Ehrung

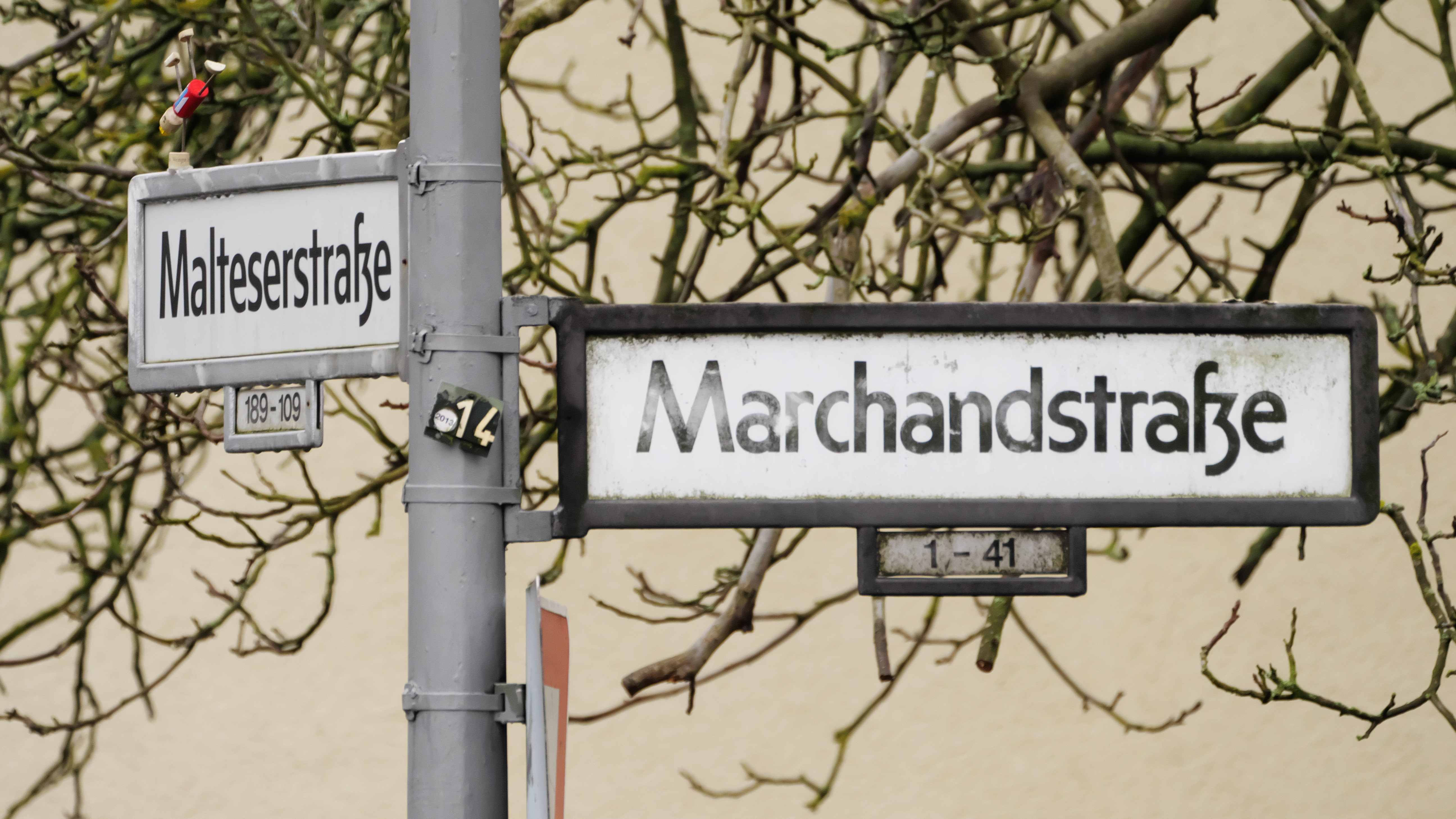
Straßennamenschild an der Marchandstraße Ecke Malteserstraße in Berlin-Lankwitz.

Hermann Marchand erwarb sich während seiner Zeit im Grundbesitzer-Verein größere Verdienste bei der städtebaulichen Entwicklung und Bebauung des Gebietes, das wegen der Straßennamen heute auch Thüringer Viertel genannt wird. Als das Rathaus Lankwitz am 2. September 1911 eingeweiht wurde, benannte der Bürgermeister Rudolf Beyendorff die im Bebauungsplan noch als Straße 28 bezeichnete Straße in Marchandstraße um. Dieser Straßenname wurde am 2. Februar 1912 offiziell eingetragen.

## Veröffentlichungen
- 25 Jahre Arbeit des Grundbesitzer-Vereins Lankwitz-Süd e.V. – 1903–1928, Verleger Grundbesitzer-Verein Lankwitz-Süd, Berlin-Lankwitz (1928)